# HD 439
HD 439 — звезда в созвездии Феникса на расстоянии около 378 световых лет от нас.

## Характеристики
HD 439 — звезда 7,817 величины, невидимая невооружённым глазом. Впервые в астрономической литературе она упоминается в каталоге Генри Дрейпера, изданном в начале XX века. Это жёлто-белый субгигант, который имеет массу, равную 1,60 солнечной. Возраст звезды оценивается приблизительно в 1,5 миллиарда лет. Планет в данной системе пока обнаружено не было.